# Angolanische Botschaft Windhoek
Die Botschaft von Angola im südlichen Nachbarland Namibia befindet sich in der Hauptstadt Windhoek, in der Dr. Agostinho Neto Street Nr. 3 am Dr. Antonio Agostinho Neto Square. Zudem sind zwei angolanische Konsulate im Land eingerichtet, in Oshakati und in Rundu.

## Hintergrund
Seit der Ankunft der portugiesischen Seefahrer im 15. Jahrhundert als erste Europäer im südwestlichen Afrika waren die beiden heutigen Staaten immer wieder miteinander verbunden, nicht zuletzt unterstützten sie sich in ihrem jeweiligen Unabhängigkeitskampf. Heute kooperieren sie wirtschaftlich und politisch, aber auch in Bereichen wie Kultur, Infrastruktur, Migration, Sicherheit oder Naturschutz. Portugiesisch, die Amtssprache Angolas, ist in Namibia die am drittmeisten gesprochene europäische Sprache, und neben rund 5.000 Portugiesen lebten 2019 schätzungsweise etwa 50.000 Angolaner in Namibia.
Angola ist Gründungsmitglied der Gemeinschaft der Portugiesischsprachigen Länder, in der Namibia seit 2014 Beobachterstatus hat. Beide Staaten arbeiten in zahlreichen weiteren internationalen Organisationen und Gremien zusammen, darunter die Entwicklungsgemeinschaft des südlichen Afrika und die Gruppe der 77, u. a.
Nach der Unabhängigkeit Namibias von Südafrika nahmen Angola und Namibia schnell diplomatische Beziehungen auf. Am 2. April 1990, noch vor der Aufnahme offizieller diplomatischer Beziehungen am 18. September 1990, akkreditierte sich erstmals ein angolanischer Vertreter beim Namibischen Staatspräsidenten.

## Liste der Botschafter
| Ernannt / Akkreditiert | Botschafter                    | Bemerkungen                                                                   | ernannt von             | akkreditiert bei | Posten verlassen |
| ---------------------- | ------------------------------ | ----------------------------------------------------------------------------- | ----------------------- | ---------------- | ---------------- |
| 1990                   | Alberto do Carmo Bento Ribeiro | akkreditierte sich am 2. April 1990 als erster Botschafter Angolas in Namibia | José Eduardo dos Santos | Sam Nujoma       | 1993             |
| 1993                   | João Garcia Bires              |                                                                               | José Eduardo dos Santos | Sam Nujoma       | 2002             |
| 2002                   | Manuel Alexandre Rodrigues     |                                                                               | José Eduardo dos Santos | Sam Nujoma       | 2019             |
| 2019                   | Jovelina Imperial e Costa      |                                                                               | João Lourenço           | Hage Geingob     |                  |